# Protaetia asiatica
Protaetia asiatica es una especie de escarabajo del género Protaetia, familia Scarabaeidae. Fue descrita científicamente por Faldermann en 1835.
Especie nativa de la región paleártica. Habita en (Transcaspia y Armenia).